# Планински гвенон
Планинският гвенон още гвенон на Ел’Хоест (Cercopithecus lhoesti) е вид бозайник от семейство Коткоподобни маймуни (Cercopithecidae). Видът е световно застрашен, със статут Уязвим.

## Разпространение
Разпространен е в Бурунди, Демократична република Конго, Руанда и Уганда.